# Grupp F i världsmästerskapet i fotboll 1990
Matcherna i Grupp F i Världsmästerskapet i fotboll 1990 pågick 11–21 juni 1990. Irland och Nederländerna slutade på samma poäng, målskillnad, antal gjorda mål, och det blev oavgjort i det inbördes mötet så avgjordes deras respektive placering med lottning. Det var första gången placeringen i en grupp i VM avgjordes med lottning och den placerade Irland som tvåa och Nederländerna som trea. Eftersom fyra av de bästa treorna gick vidare och Nederländerna hörde dit gick båda lagen vidare till utslagsturneringen.
| Nr | Lag           | S | V | O | F | GM | IM | MS | P |
| -- | ------------- | - | - | - | - | -- | -- | -- | - |
| 1  | England       | 3 | 1 | 2 | 0 | 2  | 1  | +1 | 4 |
| 2  | Irland        | 3 | 0 | 3 | 0 | 2  | 2  | 0  | 3 |
| 3  | Nederländerna | 3 | 0 | 3 | 0 | 2  | 2  | 0  | 3 |
| 4  | Egypten       | 3 | 0 | 2 | 1 | 1  | 2  | −1 | 2 |

## England mot Irland
|  | 11 juni 1990 21:00 | Stadio Sant'Elia, Cagliari000 |

| Lagfärger · Lagfärger · Lagfärger · Lagfärger · Lagfärger | England    | 1 – 1   | Irland     | Lagfärger · Lagfärger · Lagfärger · Lagfärger · Lagfärger |
| Lagfärger · Lagfärger · Lagfärger · Lagfärger · Lagfärger | Lineker 8′ | Rapport | Sheedy 73′ | Lagfärger · Lagfärger · Lagfärger · Lagfärger · Lagfärger |
|                                                           |            |         |            |                                                           |

|  |  |  |

| Domare: Aron Schmidhuber (Västtyskland) | Publik: 35 238 |  |

## Nederländerna mot Egypten
|  | 12 juni 1990 21:00 | Stadio La Favorita, Palermo000 |

| Lagfärger · Lagfärger · Lagfärger · Lagfärger · Lagfärger | Nederländerna | 1 – 1   | Egypten               | Lagfärger · Lagfärger · Lagfärger · Lagfärger · Lagfärger |
| Lagfärger · Lagfärger · Lagfärger · Lagfärger · Lagfärger | Kieft 58′     | Rapport | Abdelghani 83′ (str.) | Lagfärger · Lagfärger · Lagfärger · Lagfärger · Lagfärger |
|                                                           |               |         |                       |                                                           |

|  |  |  |

| Domare: Emilio Soriano Aladrén (Spanien) | Publik: 33 421 |  |

## England mot Nederländerna
|  | 16 juni 1990 21:00 | Stadio Sant'Elia, Cagliari000 |

| Lagfärger · Lagfärger · Lagfärger · Lagfärger · Lagfärger | England | 0 – 0 | Nederländerna | Lagfärger · Lagfärger · Lagfärger · Lagfärger · Lagfärger |
| Lagfärger · Lagfärger · Lagfärger · Lagfärger · Lagfärger | Rapport |       |               | Lagfärger · Lagfärger · Lagfärger · Lagfärger · Lagfärger |
|                                                           |         |       |               |                                                           |

|  |  |  |

| Domare: Zoran Petrović (Jugoslavien) | Publik: 35 267 |  |

## Irland mot Egypten
|  | 17 juni 1990 17:00 | Stadio La Favorita, Palermo000 |

| Lagfärger · Lagfärger · Lagfärger · Lagfärger · Lagfärger | Irland  | 0 – 0 | Egypten | Lagfärger · Lagfärger · Lagfärger · Lagfärger · Lagfärger |
| Lagfärger · Lagfärger · Lagfärger · Lagfärger · Lagfärger | Rapport |       |         | Lagfärger · Lagfärger · Lagfärger · Lagfärger · Lagfärger |
|                                                           |         |       |         |                                                           |

|  |  |  |

| Domare: Marcel van Langenhove (Belgien) | Publik: 33 288 |  |

## England mot Egypten
|  | 21 juni 1990 21:00 | Stadio Sant'Elia, Cagliari000 |

| Lagfärger · Lagfärger · Lagfärger · Lagfärger · Lagfärger | England    | 1 – 0   | Egypten | Lagfärger · Lagfärger · Lagfärger · Lagfärger · Lagfärger |
| Lagfärger · Lagfärger · Lagfärger · Lagfärger · Lagfärger | Wright 64′ | Rapport |         | Lagfärger · Lagfärger · Lagfärger · Lagfärger · Lagfärger |
|                                                           |            |         |         |                                                           |

|  |  |  |

| Domare: Kurt Röthlisberger (Schweiz) | Publik: 34 959 |  |

## Irland mot Nederländerna
|  | 21 juni 1990 21:00 | Stadio La Favorita, Palermo000 |

| Lagfärger · Lagfärger · Lagfärger · Lagfärger · Lagfärger | Irland    | 1 – 1   | Nederländerna | Lagfärger · Lagfärger · Lagfärger · Lagfärger · Lagfärger |
| Lagfärger · Lagfärger · Lagfärger · Lagfärger · Lagfärger | Quinn 71′ | Rapport | Gullit 10′    | Lagfärger · Lagfärger · Lagfärger · Lagfärger · Lagfärger |
|                                                           |           |         |               |                                                           |

|  |  |  |

| Domare: Michel Vautrot (Frankrike) | Publik: 33 288 |  |